# Valea Norocului, Sîngerei
Valea Norocului este un sat din cadrul comunei Izvoare din raionul Sîngerei, Republica Moldova.